# Good Days Bad Days
Good Days Bad Days è il secondo singolo tratto dal terzo album dei Kaiser Chiefs, Off with Their Heads. È stato commercializzato nel Regno Unito il 15 dicembre 2008. 
La canzone parla della sconfitta del Leeds United nella finale dei play-off di League One nello stadio londinese di Wembley. La canzone è stata anche utilizzata come sigla nel reality show australiano Home Made

## Video musicale
Il video musicale del brano è stato pubblicato su YouTube l'8 ottobre 2009, con una durata di 2 minuti e 57 secondi.
Diretto da Alex Courtes e prodotto a Partizan, è stato premiato sulla rete Channel 4 e 4 Music e vede il gruppo suonare con 4 elementi, in quanto il tastierista Nick Baines era ricoverato per appendicite. La tastiera è presente, ma occupata dal solo cappello di Baines, con la scritta "Gone to Hospital" (Andato all'ospedale), e successivamente con quella "Back in 5 mins" (Torno in 5 minuti). Esiste, inoltre, un video "Fan Edition", pubblicato su YouTube precedentemente alla pubblicazione dell'album, con la canzone accompagnata all'animazione di disegni creati dai fan, che erano stati postati sul forum del sito della band.

## Tracce
CD
1. Good Days Bad Days
2. Addicted to Drugs - Appendix 1

7"
1. Good Days Bad Days
2. Acting Up

Download Digitale
1. Good Days Bad Days
2. Addicted to Drugs - Appendix 1
3. Acting Up
4. Good Days Bad Days (Calvin Harris Remix) * pubblicato solo su iTunes